# Nikolaj Nikolaevič Berezov
Nikolaj Nikolaevič Berezov (Kaunas, 16 maggio 1906 – Zurigo, 18 febbraio 1996) è stato un ballerino, coreografo e maestro di balletto russo.

## Biografia
Nikolaj Nikolaevič Berezov nacque a Kaunas (odierna Lituania, all'epoca parte dell'Impero Russo) nel 1906. Studiò danza a Praga e poi tornò in patria per danzare al Teatro dell'opera nazionale lituana dal 1930 al 1935. La bassa statura non gli permise di progredire fino al rango di primo ballerino, ma si affermò come un apprezzato solista e poi come caratterista. Tra il 1935 e il 1938 danzò con i Balletti Russi di René Blum a Monte Carlo, dove fu notato da Michel Fokine, che lo volle come répétiteur e gli insegnò le proprie coreografie. Dopo una breve esperienza come maestro di balletto dell'International Ballet (1944) e al Metropolitan Ballet di Londra (1948), lavorò al Teatro alla Scala dal 1950 al 1951 come maestro di balletto e coreografo degli allestimenti de La traviata, Un ballo in maschera e Lucrezia Borgia.
Successivamente lavorò per il London Festival Ballet dal 1951 al 1954, curando allestimenti di Petruška, Lo schiaccianoci, Shéhérazade e Il principe Igor'. Dopo un breve periodo con il Grand Ballet du Marquis de Cuevas nel 1956, tra il 1957 e il 1959 fu maître de Ballet del Balletto di Stoccarda. Diresse il balletto dell'Opera Nazionale Finlandese dal 1962 al 1964, quello di Zurigo dal 1964 al 1971 e poi quello del Teatro di San Carlo dal 1971 al 1973, portando in scena anche una Giselle con Ekaterina Sergeevna Maksimova e Vladimir Viktorovič Vasil'ev e un prologo inedito di sua creazione.
In questi anni creò anche coreografie originali per Ondine (1965), Romeo e Giulietta (1966) e Cenerentola (1967); nella secondò metà degli anni settanta diresse il dipartimento di danza dell'Università dell'Indiana. Grande esperto del repertorio dei Balletti russi e, in particolare, dell'opera di Fokine, nel 1972 allestì il trittico composto da Petruška, Shéhérazade e Il principe Igor' per il Balletto dell'Opéra di Parigi. Inoltre organizzò un festival in memoria di Fokine anche a Roma, poi riproposto al London Coliseum nel 1988. Apprezzatissimo maestro di balletto, annoverò tra i suoi studenti Rudol'f Nureev, Michail Baryšnikov, Alicia Markova e la figlia Svetlana Berëzova, prima ballerina del Royal Ballet.
Sposato con Doris Catana dal 1930 alla morte della donna nel 1942, morì a Zurigo nel 1996 all'età di 89 anni. 